# Habelberg
Der Habelberg ist ein 718,5 m ü. NHN  hoher Berg in der Rhön in Hessen (Deutschland).

## Geographische Lage
Der Habelberg liegt zwischen dem Hauptort Tann und dem Ortsteil Habel westlich der Ulster. Er ist die höchste Erhebung der Soisberger Kuppenrhön.

## Bergbeschreibung
Er entstand durch den Rhön-Vulkanismus im Tertiär. Hierbei wurden die Schichten des Buntsandstein und ihnen aufliegende Muschelkalkschichten von aus dem Untergrund aufsteigender Magma angehoben und schließlich durchstoßen, sodass basaltische Lava ausfloss. Davon zeugt besonders der Habelstein, ein auf 681 m Höhe befindlicher steil abfallender Basaltfelsen. Der Habelberg wird durch die Route Kuppenrhön, einer Variante des Hochrhöners, für Wanderer touristisch erschlossen. Auf dem bewaldeten Berg gibt es neben dem Habelstein auf der Südwestseite noch das Heufeld in 600 m Seehöhe auf der Nordwestseite des Berges als ausgewiesene Aussichtsstellen.

## Geschichte
An seiner Westseite befindet sich ein 300 m langer Abschnitt eines wohl nie fertiggestellten keltischen Ringwalls. Das auf die späte Latènezeit datierte „Schwert vom Habelberg“ ist der bisher einzige datierbare Fund. Das Schwert mit verzierter Scheide ist im Vonderau Museum in Fulda ausgestellt.